# François Achille Bazaine

François Achille Bazaine

François Achille Bazaine (13 de fevereiro de 1811 – 23 de setembro de 1888) foi um oficial do exército francês. 

## Carreira
Subindo nas fileiras, durante quatro décadas de serviço distinto (incluindo 35 anos em campanha) sob Louis-Philippe e depois Napoleão III, ele ocupou todas as patentes do exército de fuzileiro a marechal da França, este último em 1863. Em 1870, ele rendeu o último exército francês organizado à Prússia durante a Guerra Franco-Prussiana no cerco de Metz.
Condenado à morte pelo governo da Terceira República após a guerra, sua pena foi comutada para 20 anos de prisão no exílio, da qual escapou posteriormente. Ele acabou se estabelecendo na Espanha, onde aos 77 anos, morreu sozinho e empobrecido em 1888.

## Publicações
- Rapport du maréchal Bazaine: Bataille de Rezonville. Le 16 août 1870. – Brüssel: Auguste Decq, 1870
- La capitulation de Metz: Rapport officiel du maréchal Bazaine. – Lyon: Lapierre-Brille, 1871
- L'armée du Rhin depuis le 12 août jusqu'au 29 octobre 1870. – Paris: Henri Plon, 1872
- Episodes de la guerre de 1870 et le blocus de Metz par l'ex-maréchal Bazaine – Madrid : Gaspar, 1883 (na França este trabalho foi imediatamente proibido)